# Kristina Dunker
Kristina Dunker (* 15. Juni 1973 in Dortmund) ist eine deutsche Kinder- und Jugendbuchautorin und freie Journalistin.

## Leben
Dunker studierte Kunstgeschichte und Archäologie in Bochum und Pisa und arbeitete als freie Journalistin. Im Alter von siebzehn Jahren veröffentlichte sie ihr erstes Buch. Seither hat Kristina Dunker zahlreiche Kinder- und Jugendromane verfasst und erhielt für ihre Arbeit mehrfach Preise und Stipendien, darunter den Förderpreis für junge Künstler des Landes Nordrhein-Westfalen.
Dunker ist Mitglied im Bundesverband junger Autoren und Autorinnen e.V. (BVjA).

## Auszeichnungen
- 1992: Preisträgerin Treffen Junger Autoren
- 1995: Hattinger Förderpreis für junge Literatur
- 2004: Silberner Lufti für Schmerzverliebt
- 2005: Förderpreis des Landes Nordrhein-Westfalen für junge Künstlerinnen und Künstler

## Werke
- Die Angst der Bösen, Jugendroman
- Dornröschen küsst, Jugendroman ISBN 3-423-78183-1
- Sommergewitter, Jugendroman ISBN 3-423-78197-1
- Schmerzverliebt, Jugendroman ISBN 3-407-78676-X
- Helden der City, Jugendroman ISBN 978-3-401-02806-4
- Entscheidende Tage, Jugendroman
- Schwindel, Jugendroman
- Anna Eisblume, Jugendroman
- Vogelfänger, Jugendroman
- Ein bisschen schwanger, Jugendroman, Weinheim : Beltz und Gelberg 2006, ISBN 3-407-78967-X
- Soundcheck für die Liebe, Jugendroman
- Mike mag Meike, Jugendroman
- Durchgebrannt, Jugendroman
- Letzte Wende, Jugendroman
- Bevor er es wieder tut, Jugendroman, ISBN 978-3423782814
- Ins Blaue hinein, Jugendroman